# Hans Schober (Politiker, 1927)
Hans Schober (* 25. Dezember 1927 in Spittal an der Drau, Kärnten; † 14. Oktober 2006 ebenda) war ein österreichischer Politiker (SPÖ).

## Leben
Hans Schober besuchte die Pflichtschulen und arbeitete 1945 kurzzeitig als Bauarbeiter. 1947, kaum 20 Jahre alt, wurde Schober Bezirksparteisekretär der Sozialdemokraten im Bezirk Spittal an der Drau. Sein Aufstieg innerhalb der Partei ging von da an rasch voran. 1950 wurde Schober Stadtparteivorsitzender von Spittal und 1951, im Alter von 24 Jahren, SPÖ-Bezirksparteivorsitzender in Spittal.
1953, als 26-Jähriger, wurde Schober zum Finanzstadtrat in Spittal an der Drau gewählt. 1956 kandidierte er mit Erfolg für das Amt des Bürgermeisters. Schober war danach sieben Jahre lang, von Januar 1956 bis Juli 1963, Bürgermeister.
Von 1956 bis 1960 saß Schober als Abgeordneter seiner Partei im Kärntner Landtag. Der Kärntner Landeshauptmann Hans Sima holte Schober 1963 als Finanzlandesrat in seine Landesregierung. In dieser Funktion war Schober auch unter Simas Nachfolger Leopold Wagner knapp 20 Jahre lang, bis 1982, tätig.
Von März 1960 bis Juli 1963 saß er zudem als Mitglied der SPÖ im Bundesrat in Wien.